# هایکو بلک
هایکو بلک (انگلیسی: Heiko Schwarz؛ زادهٔ ۲۳ اوت ۱۹۸۹) بازیکن فوتبال اهل آلمان است.
از باشگاه‌هایی که در آن بازی کرده‌است می‌توان به باشگاه فوتبال انرژی کوتبوس اشاره کرد.